# Breakdance
Breakdance er en gadedans, hvis forløber Uprock opstod i South Bronx, i New York City i slutningen af 1960'erne. Det var ofte fattige gadebørn, der brugte dansen til at tjene penge. Breakdance er en del af Hiphop-kulturen.
Trenden startede i 1970'erne, hvor blandt andet DJ Kool Herc, fandt på at forlænge de oprindelige breaks i musikken, med sine egne lyde og beats, så disse blev længere end de originale. I disse længere breaks blev det almindeligt at underholde med dans – og breakdance var opstået.
I breakdance konkurreres der i kampe. Det at kæmpe mod hinanden vil sige, at man konkurrerer mod hinanden ved, at det er to hold eller dansere, som danser på skift på et bestemt område. kampen bliver ofte afgjort af en dommer, men kan også afgøres af publikum.

## Breakdance i Danmark
I Danmark kom dansen til i 1983, og blev startet af en gruppe unge B-boys på Strøget i København. Mange af de største breakere var fra det område, hvor breakdance allerede var et kendt fænomen, sammen med resten af Hip-Hop kulturen. Nogle af dem, der lagde ud med dansen til at begynde med, var blandt andre manuskriptforfatteren Nikolaj Peyk og skuespilleren Lars Ranthe.

## B-boy
B-boy er hiphop-terminologi for «break-boy», eller en person, der er dedikeret til hiphop-kulturen. En B-boy sættes oftest i direkte forbindelse med en person, som beskæftiger sig med breakdance. 'Break' henviser til pausen i musikken hvor der kun er instrumental- eller slagtøjs-rytme. Det var her at B-boys gik på gulvet for at overgå hinandens danse.
En B-boy kan også være en, der beskæftiger sig med rap, graffiti og turntablism (dj-ing), eller andre former for streetdance.
B-girl er tilsvarende for «breaker-pige».